# 共和国記念日
共和国記念日 (きょうわこくきねんび、英：Republic Day）は、世界各地の祝日。 

## 共和国記念日の例
- インド：1月26日 （1950年制定、共和国記念日）
- イタリア：6月2日（1946年王政廃止に関するイタリアの国民投票）
- カザフスタン：10月25日

- アゼルバイジャン：5月28日（1918年制定）
- アルバニア：1月11日（1946年制定）
- アルメニア：5月28日（1918年制定）
- アゼルバイジャン：5月28日（1918年制定）
- ブルキナファソ：12月11日（1958年、オートボルタはフランス共同体の自治共和国に）
- 中央アフリカ共和国：12月1日（1958年、フランス共同体の自治共和国に）
- 旧東ドイツ：10月7日
- ガンビア：4月24日（1970年制定）
- ギリシャ：7月24日（1974年制定）
- ガーナ：7月1日（1960年制定）
- ガイアナ：2月23日（1970年制定、マシュラマニとしても知られる）
- アイスランド：6月17日（1944年制定）
- イラン：4月1日（イスラム共和国の日制定）
- イラク：7月14日
- ケニア：12月12日頃（1963年制定、ジャムフリの日）
- リトアニア：5月15日（1920年制定、制憲議会の日として知られる）
- モルディブ：11月11日（1968年制定）
- ネパール：5月28日（2008年制定）
- ニジェール：12月18日（1958年制定）
- 朝鮮民主主義人民共和国：9月9日（1948年制定）
- パキスタン：3月23日（1956年制定）
- コンゴ共和国：11月28日（1958年制定）
- シエラレオネ：4月27日（1961年制定）
- スリランカ：5月22日（1972年制定）
- チュニジア：7月25日（1957年制定）
- トルコ：10月29日（1923年制定）
- トリニダード・トバゴ：9月24日（1976年制定）